# Katagenius tamil
Katagenius tamil es una especie de coleóptero de la familia Pterogeniidae.

## Distribución geográfica
Habita en la India.